# میک لاسال
میک لاسال (انگلیسی: Mick LaSalle؛ زادهٔ ۷ مهٔ ۱۹۵۹) منتقد فیلم و روزنامه‌نگار اهل ایالات متحده آمریکا است.
تا مارس ۲۰۰۸ میلادی او بیش از ۱۵۵۰ نقد فیلم در سان فرانسیسکو کرونیکل نوشته بود. وی از سپتامبر ۲۰۰۵، پادکست هم منتشر می‌کند.